# De Prony-broms

M = vridmoment, F=kraft, l=armens längd, M=F×l

En de Prony-broms eller Pronys bromsdynamometer är en friktionsvåg framtagen av  fransmannen Gaspard de Prony med vilken vridmomentet för en roterande axel mäts vid ett visst varvtal hos axeln. Dess beståndsdelar visas i figuren; två bromsklossar  av trä pressas mellan två bommar med hjälp av skruvbultar mot en slätsvarvad hjulskiva fäst på axeln. Den ena bommen är förlängd till en arm, försedd med vågskål och så anordnad, att belastningen på vågen verkar i motsatt riktning mot axelns rotation.
Klossarna skruvas sedan till och ett passande antal vikter placeras i vågskålen så att bromsarmen kommer i balans vid det åsyftade varvtalet. Friktionen vid hjulskivans omkrets förbrukar då under värmeutveckling allt det arbete som leds genom axeln, och friktionskraften motvägs av vikterna, och på så sätt erhålls ett mått på vridmomentet.